# Avenay-Val-d'Or
Pour l’article homonyme, voir Avenay.
Avenay-Val-d’Or est une commune française située dans le département de la Marne, en région Grand Est. Elle compte 1 030 habitants en 2018.
La commune se trouve au sud de la montagne de Reims, dans une vallée formée par la Livre. Elle fait partie du parc naturel régional de la Montagne de Reims. Commune viticole de Champagne, Avenay-Val-d'Or appartient au vignoble de la vallée de la Marne.
Habitée dès l'Antiquité, son histoire est longtemps liée à l'abbaye Saint-Pierre, fondée vers 660 par sainte Berthe d'Avenay. L'église Saint-Trésain est aujourd'hui le principal monument de la commune. Édifiée au XIIIe siècle, elle est classée monument historique.

## Géographie

### Localisation
Avenay-Val-d'Or se trouve dans le centre-ouest du département de la Marne, dans l'ouest de la région Grand Est. Elle est située sur le versant sud de la montagne de Reims, dans une vallée formée par la Livre.
Selon l'Insee, Avenay-Val-d'Or fait partie du bassin de vie d'Aÿ-Champagne et de l'aire d'attraction d'Épernay. À vol d'oiseau, la commune est distante d'environ 3 km d'Aÿ-Champagne, 7 km d'Épernay, 21 km de Reims et 26 km de Châlons-en-Champagne. Paris se trouve à environ 125 km au sud-ouest de la commune.
La commune d'Avenay-Val-d'Or s'étend sur 12,5 km2. Elle est limitrophe des communes de Mutigny à l'ouest, de Germaine au nord, de Fontaine-sur-Ay à l'est et de la commune nouvelle d'Aÿ-Champagne au sud.
|                   | Germaine                      |                         |
| Mutigny           | Avenay-Val-d'Or               | Fontaine-sur-Ay         |
| Aÿ-Champagne (Ay) | Aÿ-Champagne (Mareuil-sur-Ay) | Aÿ-Champagne (Bisseuil) |

### Relief et hydrographie
Le nord d'Avenay-Val-d'Or est occupé par les forêts montagne de Reims. C'est au nord-ouest de la commune, sur le plateau de la montagne de Reims, que l'on trouve le point culminant d'Avenay-Val-d'Or, à 256 mètres. Le ruisseau de la Lingonne (ou Fossé des Plantels) sépare le plateau d'une autre avancée de la montagne de Reims s'achevant par le mont Hurlet, qui s'élève à 234 mètres d'altitude au nord du village. La Lingonne, longue de 5,5 km, prend sa source à Saint-Imoges et traverse le territoire d'Avenay-Val-d'Or sur 3,7 km pour se jeter dans la Livre au nord-est d'Avenay,. Au nord-est, une portion du ruisseau de la Germaine traverse brièvement la commune (580 m sur 10 km) entre Germaine et Fontaine-sur-Ay,.
Le relief de la montagne de Reims s'estompe en allant vers le sud et l'est, lorsque la montagne rejoint la vallée formée par la Livre. Ces versants accueillent le vignoble d'Avenay. La Livre est une rivière d'une quinzaine de kilomètres qui prend sa source à Ludes, au nord de la montagne de Reims. Elle entre sur le territoire avenaysien par l'est, à 87 mètres d'altitude à la frontière avec Fontaine-sur-Ay. Sur le territoire de la commune, elle parcourt 4,2 km et s'écoule vers le sud en passant à l'est du centre ancien d'Avenay. Elle se jette dans la Marne à Mareuil-sur-Ay, à quelques centaines de mètres du territoire communal. C'est juste avant cette confluence que se trouve le point le plus bas d'Avenay-Val-d'Or, à 73 mètres. Plusieurs bras de la Livre arrosent la commune, notamment le Bief qui dessert le lavoir d'Avenay avant de disparaître au niveau de l'église.
Après la vallée de la Livre, l'altitude s'élève à nouveau en direction du sud-est. Des collines s'élèvent à plus de 170 mètres et servent de frontière avec l'ancienne commune de Bisseuil. Ce relief est dominé par le mont Aigu, haut de 210 mètres, et surplombe la Champagne crayeuse à l'est d'environ 80 mètres.

Des bras de la Livre à Avenay-Val-d'Or.
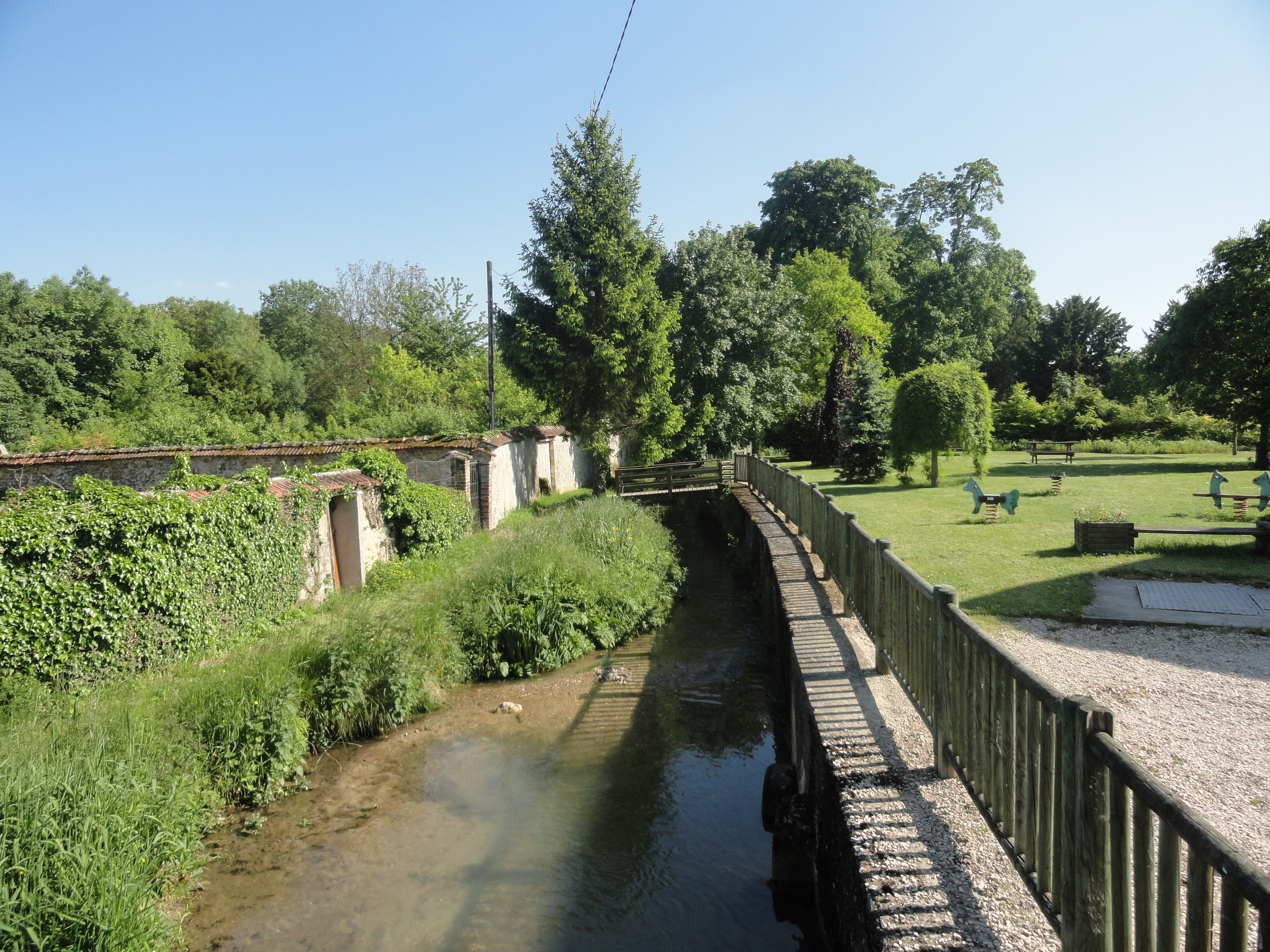
Rue des Thuilliers.
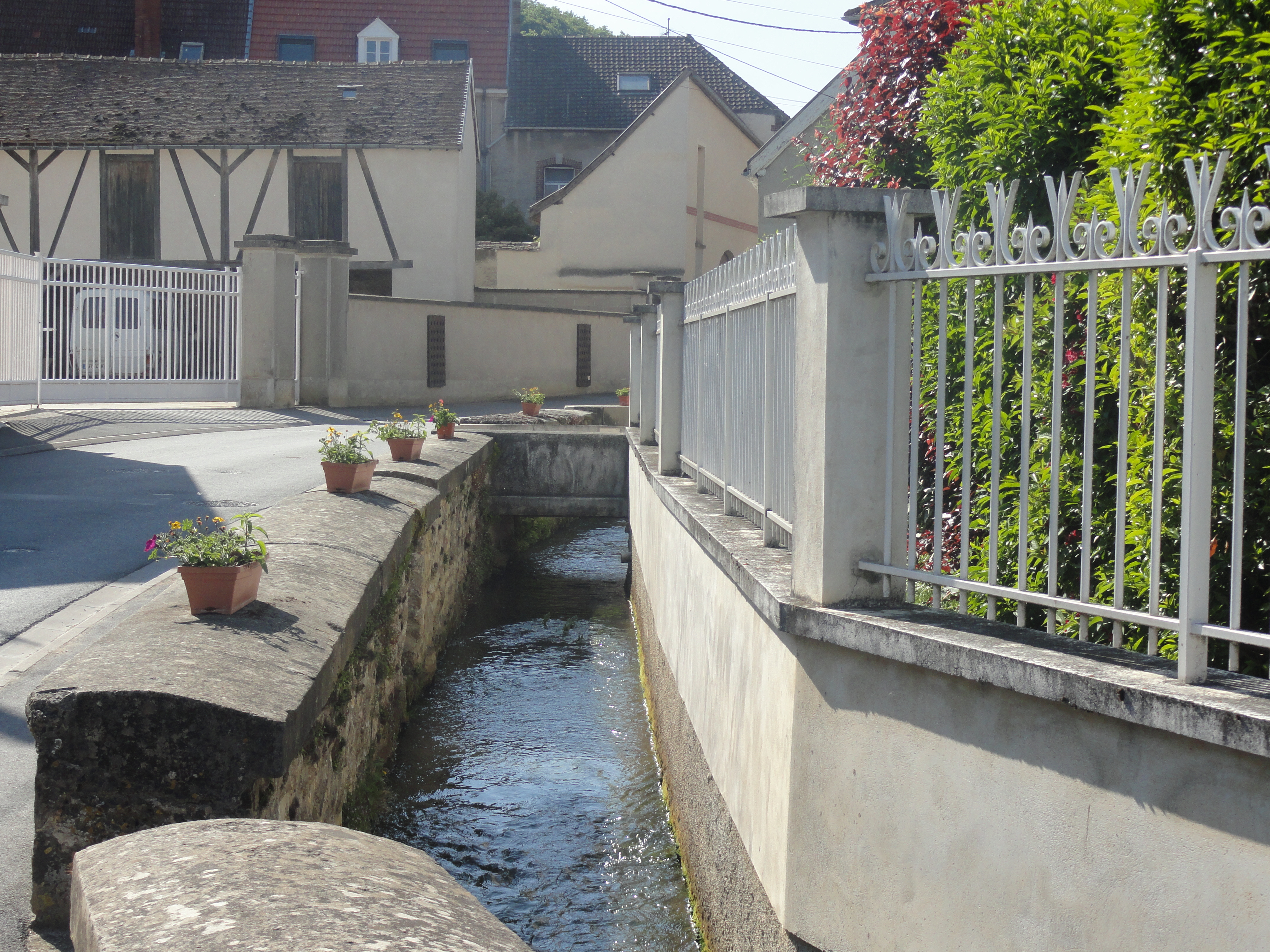
Rue René Corbet.
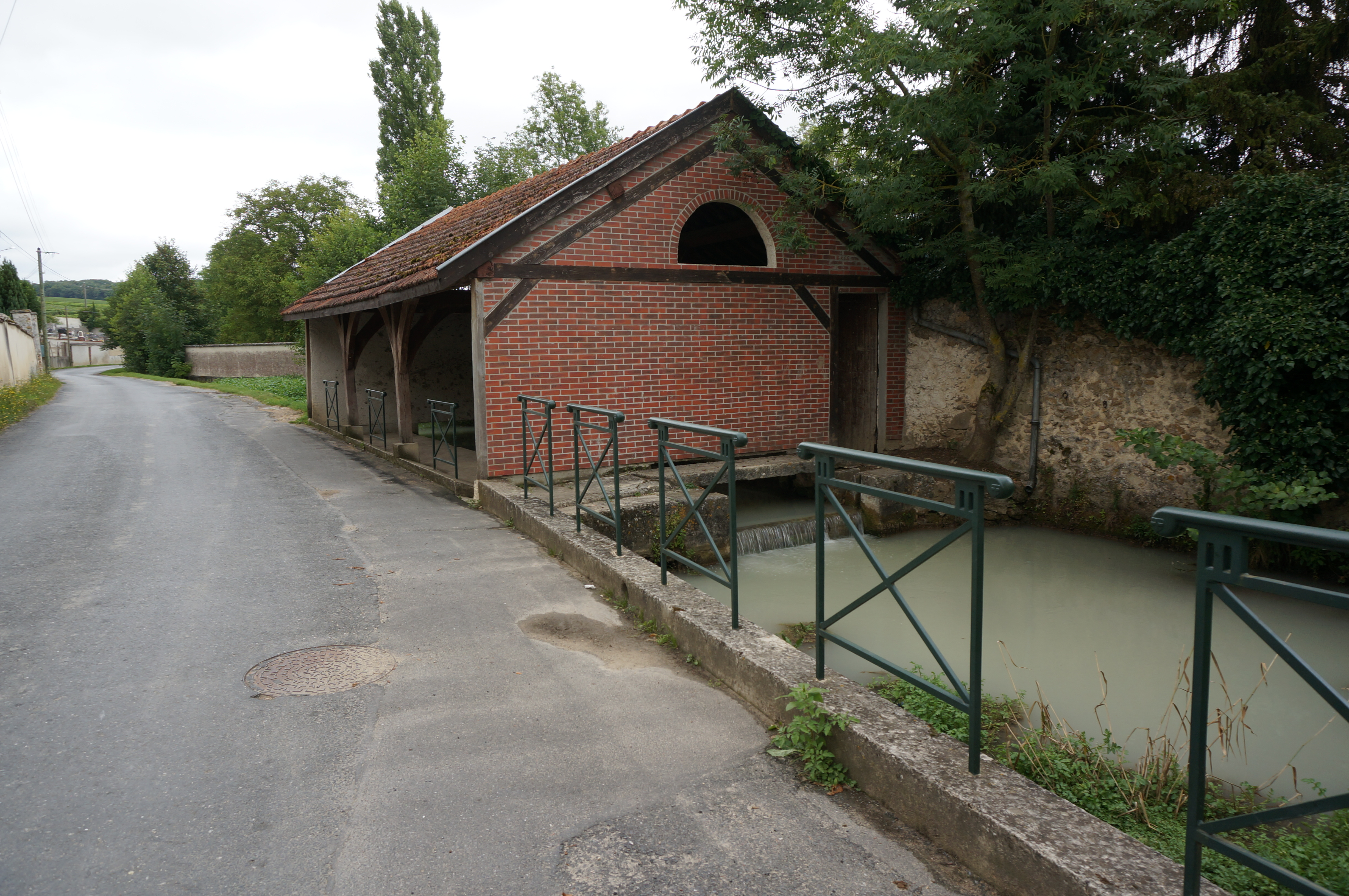
Le lavoir, rue Chanzy.

### Hydrographie
La commune est dans la région hydrographique « la Seine de sa source au confluent de l'Oise (exclu) » au sein du bassin Seine-Normandie. Elle est drainée par la Germaine, la Livre, le Fossé 01 des Plantels,.
La Germaine, d'une longueur de 10 km, prend sa source dans la commune de Rilly-la-Montagne et se jette  dans la Livre à Fontaine-sur-Ay, après avoir traversé cinq communes.
La Livre, d'une longueur de 15 km, prend sa source dans la commune de Ludes et se jette  dans la Marne à Aÿ-Champagne, après avoir traversé six communes.

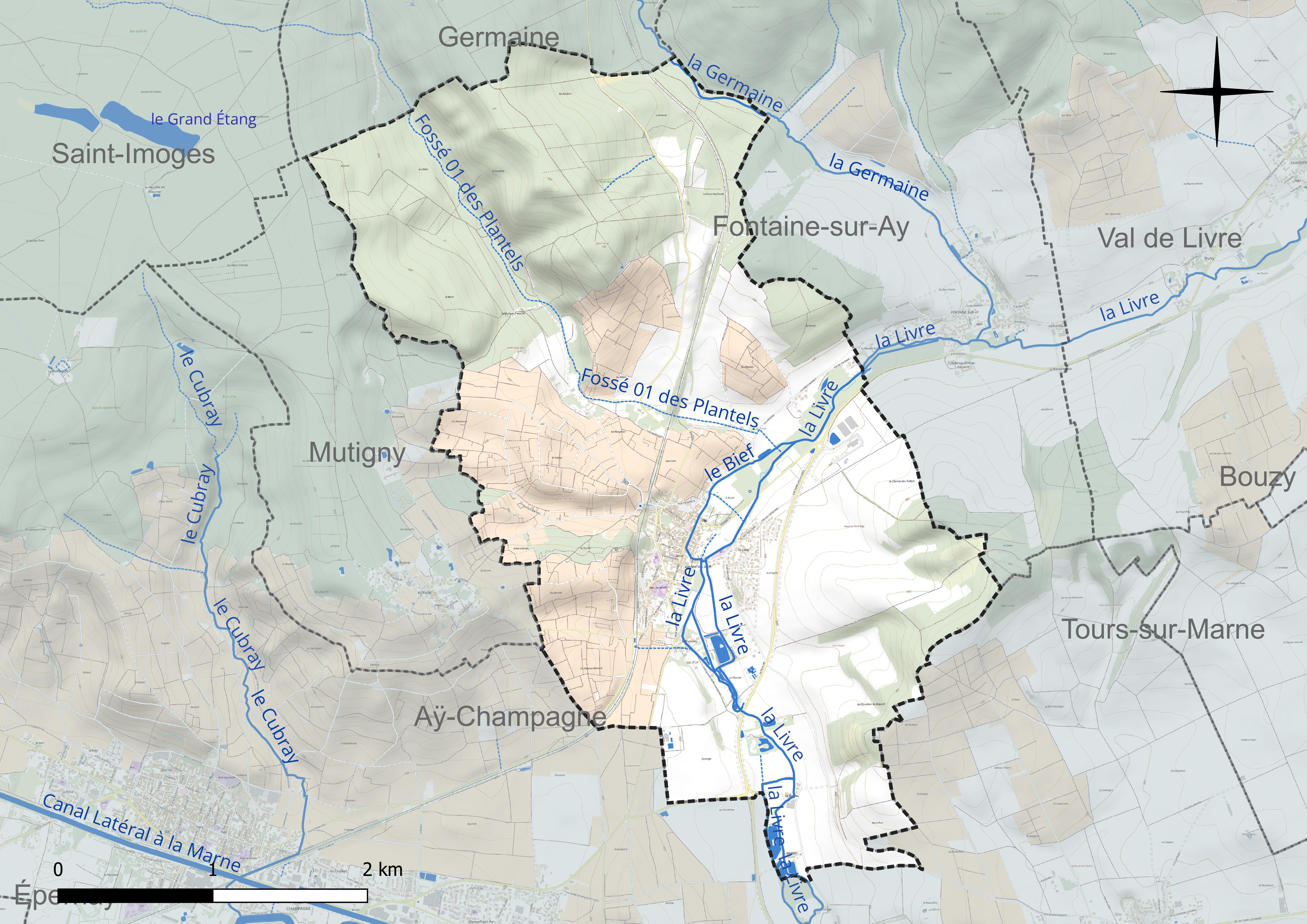
Réseau hydrographique d'Avenay-Val-d'Or.

Un plan d'eau complète le réseau hydrographique : le Moncet (1,2 ha),.

### Climat
Pour des articles plus généraux, voir Climat du Grand Est et Climat de la Marne.
En 2010, le climat de la commune est de type climat océanique dégradé des plaines du Centre et du Nord, selon une étude du Centre national de la recherche scientifique s'appuyant sur une série de données couvrant la période 1971-2000. En 2020, Météo-France publie une typologie des climats de la France métropolitaine dans laquelle la commune est exposée à un climat océanique altéré et est dans la région climatique Nord-est du bassin Parisien, caractérisée par un ensoleillement médiocre, une pluviométrie moyenne régulièrement répartie au cours de l’année et un hiver froid (3 °C).
Pour la période 1971-2000, la température annuelle moyenne est de 10,6 °C, avec une amplitude thermique annuelle de 16,4 °C. Le cumul annuel moyen de précipitations est de 721 mm, avec 11,2 jours de précipitations en janvier et 8 jours en juillet. Pour la période 1991-2020, la température moyenne annuelle observée sur la station météorologique de Météo-France la plus proche, « Chouilly », sur la commune de Chouilly à 5 km à vol d'oiseau, est de 11,4 °C et le cumul annuel moyen de précipitations est de 668,9 mm. 
La température maximale relevée sur cette station est de 40,3 °C, atteinte le 25 juillet 2019 ; la température minimale est de −12,3 °C, atteinte le 5 février 2012,,.
Les paramètres climatiques de la commune ont été estimés pour le milieu du siècle (2041-2070) selon différents scénarios d'émission de gaz à effet de serre à partir des nouvelles projections climatiques de référence DRIAS-2020. Ils sont consultables sur un site dédié publié par Météo-France en novembre 2022.

### Milieux naturels et biodiversité
L'Inventaire national du patrimoine naturel (INPN) recense 726 espèces sur le territoire de la commune, dont 84 espèces protégées et 14 espèces menacées. Avenay-Val-d'Or fait partie du parc naturel régional de la Montagne de Reims et compte quatre zones naturelles d'intérêt écologique, faunistique et floristique (ZNIEFF) de type I.
La ZNIEFF des « bois des Chauffes, des Brousses et du Pont de la Croisette à Fontaine-sur-Ay et Avenay-Val-d'Or » se trouve au nord d'Avenay et de Fontaine-sur-Ay. Elle comprend notamment des lisières thermophiles et des végétations de pelouses « bien caractérisées », à proximité du chemin de fer au lieu-dit du Pont de la Croisette.
Au nord d'Avenay-Val-d'Or, la ZNIEFF des « bois et pelouses du mont Hurlet et de Carabilly » est remarquable pour une pelouse sèche sous un boisement clair de pins sylvestres, entre la Côte aux Renards et le Mont Hurlet dans le vallon de la Lingonne. Cette pelouse renferme plusieurs espèces typiques de ce milieu ainsi que de nombreuses espèces d'orchidées. Elle est considérée comme le deuxième site du département en termes de diversité d'orchidées.
Sous le mont Hurlet, se trouve la ZNIEFF de la « carrière souterraine du mont Hurlet ». À partir du XIIe siècle, la carrière sert à l'extraction de roche calcaire du thanétien. Elle est aujourd'hui le lieu d'hibernation d'une large colonie de chauve-souris (grand murin, oreillard commun, vespertilion à moustaches, vespertilion à oreilles échancrées, vespertilion de Bechstein, vespertilion de Daubenton et vespertilion de Natterer), représentant 20 % des effectifs du département de la Marne.
Ces trois zones sont incluses dans la ZNIEFF de type II du « massif forestier de la montagne de Reims (versant sud) et étangs associés »,,, qui regroupe les dix ZNIEFF de type I du versant sud de la montagne de Reims sur une superficie de 4 870 hectares. Une partie de la ZNIEFF constitue une zone spéciale de conservation du réseau Natura 2000. Cet ensemble forestier, qui s'étend sur 1 733 hectares entre Nanteuil-la-Forêt et Villers-Marmery en passant par le nord d'Avenay-Val-d'Or, est notamment remarquable pour ses hêtraies thermophiles et ses ourlets associés, qui accueillent de nombreuses espèces rares et protégées.
La ZNIEFF « des savarts et pinèdes depuis les Escaliers de Bisseuil jusqu'à la Noue des Gendarmes à l'est d'Avenay-Val-d'Or » est la quatrième ZNIEFF de type I située sur le commune. Elle comprend les collines de craie au sud-est d'Avenay (dont le mont Aigu) et accueille également de nombreuses orchidées, dont certaines sont protégées.

## Urbanisme

### Typologie
Au 1er janvier 2024, Avenay-Val-d'Or est catégorisée bourg rural, selon la nouvelle grille communale de densité à sept niveaux définie par l'Insee en 2022.
Elle est située hors unité urbaine. Par ailleurs la commune fait partie de l'aire d'attraction d'Épernay, dont elle est une commune de la couronne,. Cette aire, qui regroupe 44 communes, est catégorisée dans les aires de 50 000 à moins de 200 000 habitants,.

### Occupation des sols

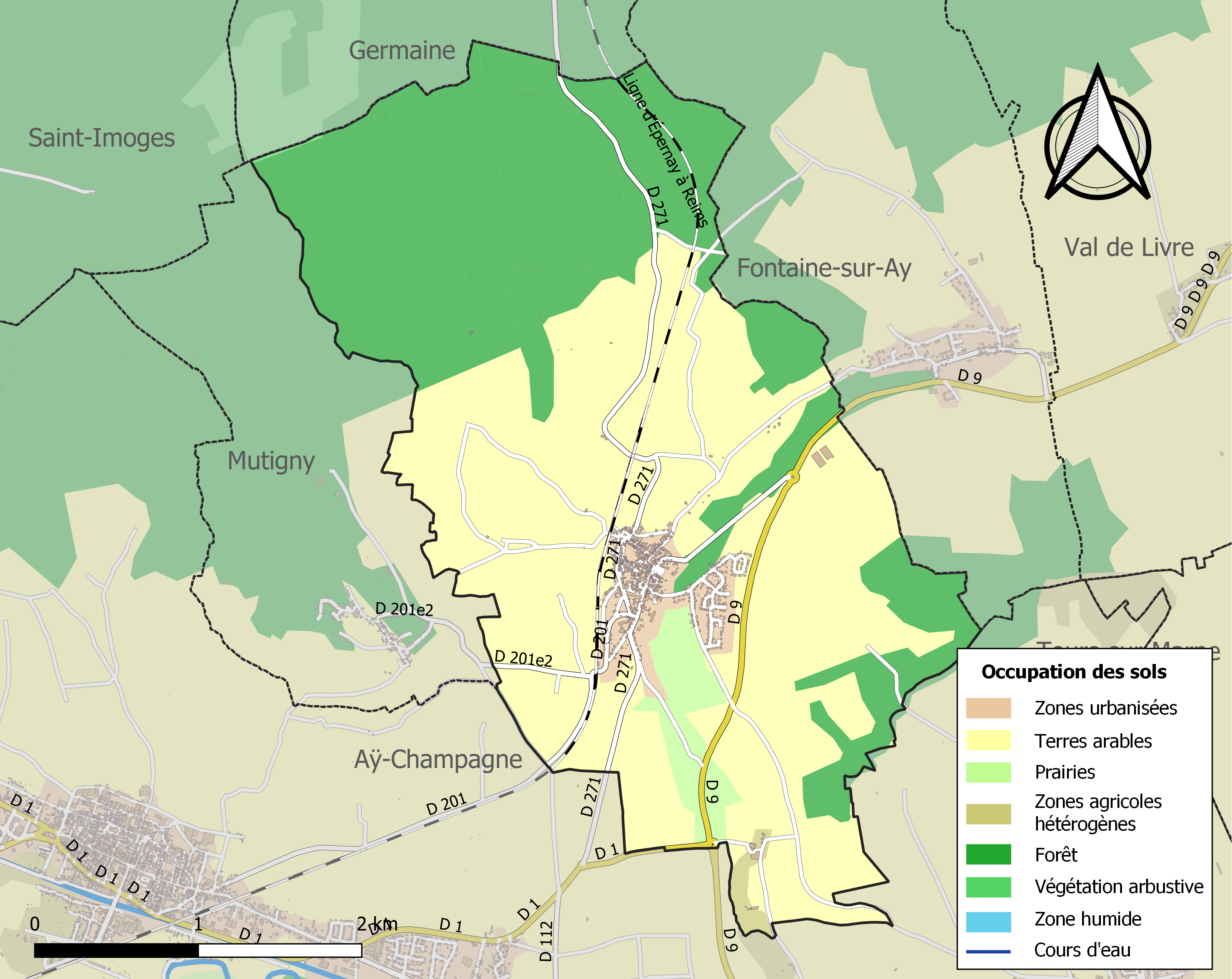
Carte des infrastructures et de l'occupation des sols de la commune en 2018 (CLC).

La commune d'Avenay-Val-d'Or est rurale, n'appartenant à aucune unité urbaine. Selon la base de données Corine Land Cover, son territoire est occupé de la façon suivante : à 32 % par des forêts, à 29 % par terres arables (champs), à 24 % par des cultures permanentes (principalement le vignoble), à 7 % par des milieux à végétation arbustive et/ou herbacée et à 3 % par des prairies.
Les zones urbanisées représentent environ 4 % du territoire communal. L'essentiel du village se situe autour du centre ancien, sur la rive droite du cours principal de la Livre. Des lotissements plus récents se trouvent de l'autre côté de la rivière, au pied du mont Aigu. Avenay-Val-d'Or compte quelques écarts habités : les Aulnaies (sur le route de Fontaine) ainsi que le Moncetz, le Batrau et les Grès sur la route de Bisseuil et Mareuil.
Les règles d'occupation des sols sur le territoire d'Avenay-Val-d'Or sont déterminées par le Schéma de cohérence territoriale d'Épernay et sa région (SCOTER), dont le périmètre recouvre les intercommunalités d'Épernay, Coteaux et Plaine de Champagne, des Paysages de la Champagne et de la Grande Vallée de la Marne (dont faite partie la commune), et un document d'urbanisme communal.

### Logement

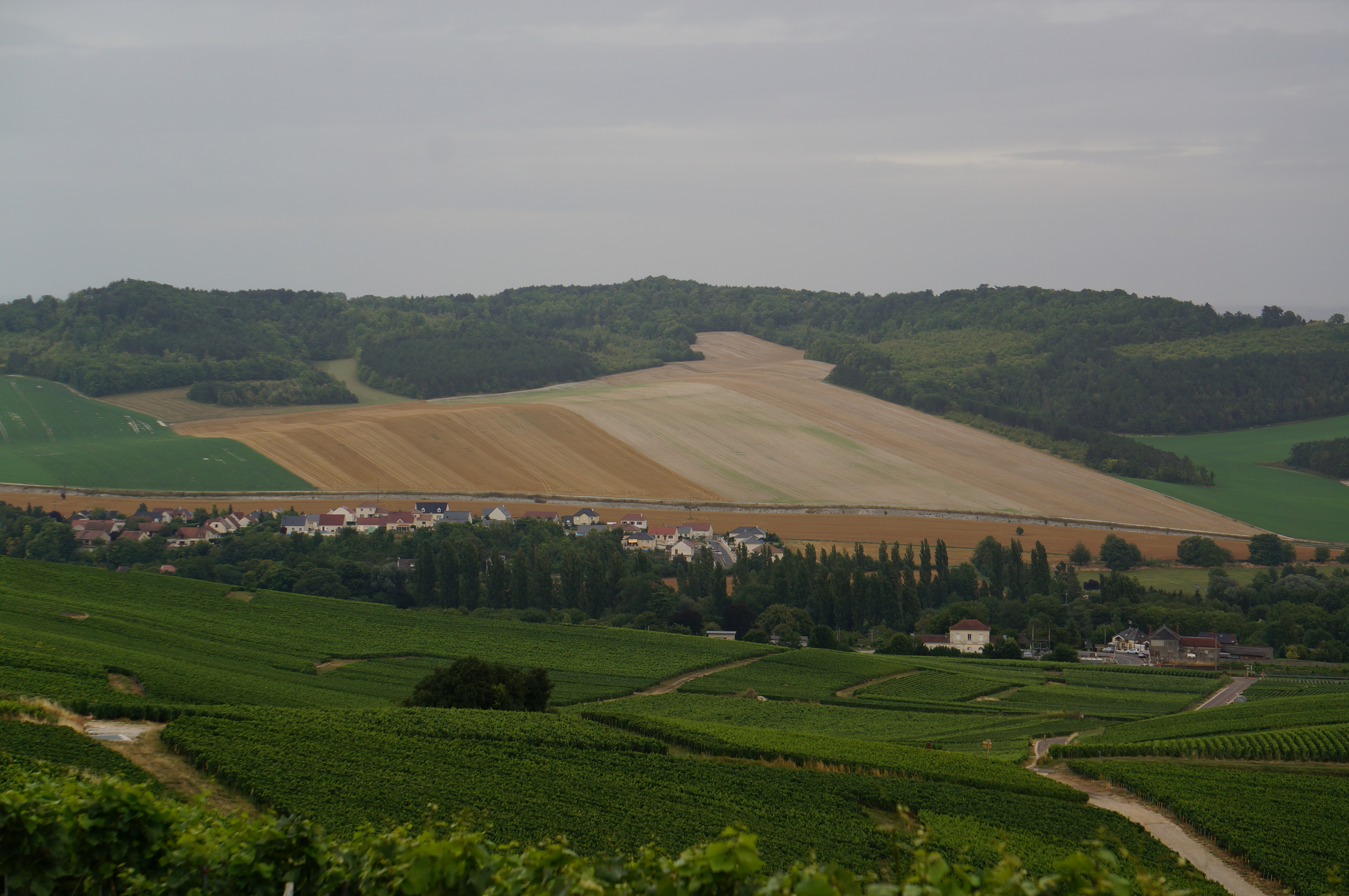
Au premier plan, le vignoble. Au second plan, un lotissement dans la vallée de la Livre. En fond, le mont Aigu entouré de champs et surmonté d'une forêt.

En 2017, Avenay-Val-d'Or compte 471 logements. Ces logements sont à 95 % des maisons ; la commune ne comptant qu'une vingtaine d'appartements. En conséquence, 90 % des résidences principales comptent au moins 4 pièces et 69 % en comptent au moins 5.
Parmi ces logements, 82,6 % sont des résidences principales, 4,3 % des résidences secondaires et 13,2 % des logements vacants. Ce taux de logements vacants est plus élevé qu'à l'échelle de la communauté de communes ou du département (8,9 %). Plus de quatre ménages sur cinq sont propriétaires de leur logement (84 %), un chiffre largement supérieur à moyenne départementale (51,2 %) et, dans une moindre mesure, au chiffre intercommunal (71 %).
Le tableau ci-dessous présente une comparaison de quelques indicateurs chiffrés du logement pour Avenay-Val-d'Or, la communauté de communes de la Grande Vallée de la Marne (CCGVM) et le département de la Marne :
|                                        | Avenay-Val-d'Or | CCGVM | Marne   |
| -------------------------------------- | --------------- | ----- | ------- |
| Ensemble des logements                 | 471             | 7 459 | 294 041 |
| Part des résidences principales (en %) | 82,6            | 88,2  | 88,4    |
| Part des résidences secondaires (en %) | 4,3             | 2,8   | 2,7     |
| Part des logements vacants (en %)      | 13,2            | 8,9   | 8,9     |

Parmi les 387 résidences principales construites avant 2015, 33,1 % avaient été construites avant 1945, 18,6 % entre 1946 et 1970, 20,9 % entre 1971 et 1990, 8,5 % entre 1991 et 2005 et 18,8 % depuis 2006.
Le tableau ci-dessous présente l'évolution du nombre de logements sur le territoire de la commune, par catégorie, depuis 1968 :
|                        | 1968 | 1975 | 1982 | 1990 | 1999 | 2007 | 2012 | 2017 |
| ---------------------- | ---- | ---- | ---- | ---- | ---- | ---- | ---- | ---- |
| Résidences principales | 282  | 299  | 297  | 327  | 342  | 343  | 364  | 389  |
| Résidences secondaires | 9    | 18   | 8    | 18   | 21   | 8    | 1    | 20   |
| Logements vacants      | 16   | 10   | 60   | 6    | 30   | 57   | 65   | 62   |
| Total                  | 307  | 327  | 365  | 351  | 393  | 408  | 430  | 471  |

### Voies de communication et transports

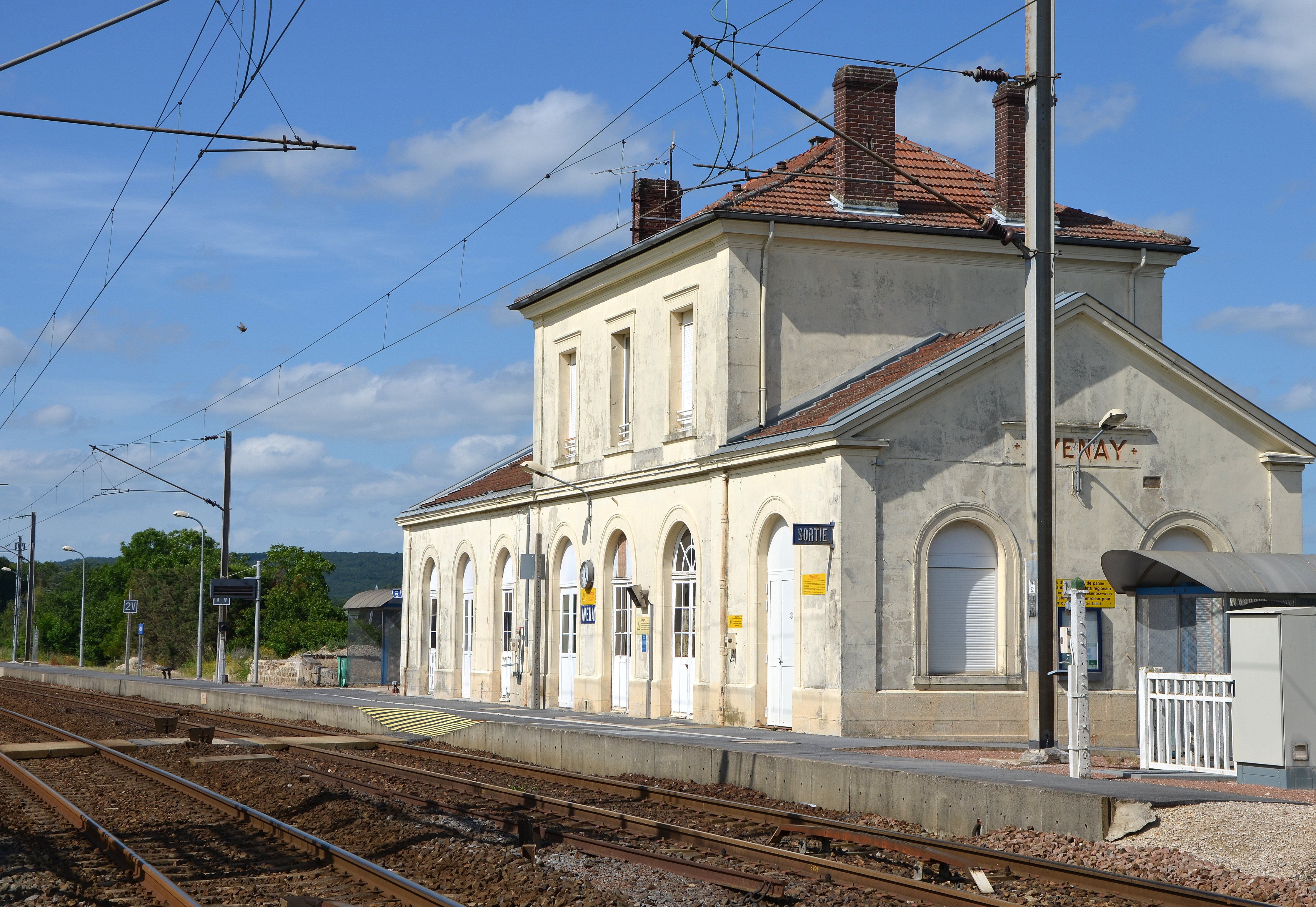
La gare d'Avenay.

Trois principales routes départementales marnaises desservent la commune. La route départementale 201 permet d'accéder à Avenay-Val-d'Or en provenance d'Aÿ et d'Épernay. Son tracé, qui traverse le vignoble, suit celui du chemin de fer jusqu'au village. Une variante de la route départementale (la RD 201E2) relie la gare d'Avenay à Mutigny par les vignes. La route départementale 271 traverse Avenay-Val-d'Or du sud au nord, provenance de Mareuil-sur-Ay (où elle rejoint la route départementale 1) et en direction de Germaine. La route départementale 9, qui traverse le département de la Marne du sud (Vouarces) au nord (Reims), passe à l'est du village en suivant le cours de la Livre. D'autres routes de moindre importance relient Avenay à Fontaine-sur-Ay et Bisseuil.
Avenay-Val-d'Or dispose d'une halte ferroviaire sur la ligne d'Épernay à Reims, la gare d'Avenay. Elle est desservie par un TER, qui fait plusieurs arrêts chaque jour. La gare ne dispose plus de guichet, mais elle est équipée d'un distributeur de titres TER.
L'aérodrome le plus proche est l'aérodrome d'Épernay - Plivot.
La route reste le principal moyen d'accès à la commune. En 2017, environ 83 % des actifs de la commune se rendent sur leur lieu de travail en voiture, 7 % s'y rendent à pieds et 4 % utilisent les transports en commun. La quasi-totalité des ménages sont d'ailleurs équipés d'une voiture : 91,6 % des ménages possèdent une voiture et 56,2 % en comptent au moins deux.

### Risques naturels et technologiques
Le territoire d'Avenay-Val-d'Or est vulnérable à différents risques naturels et technologiques. La commune est dans l'obligation d'élaborer et publier un document d'information communal sur les risques majeurs ainsi qu'un plan communal de sauvegarde.
La commune est concernée par les risques de mouvements de terrain. Elle est comprise dans le périmètre du plan de prévention des risques « glissement de terrain de la Côte d'Ile-de-France - secteur de la vallée de la Marne des tranches 1 et 2 » approuvé en 2014. La montagne de Reims est en effet considérée comme un « secteur propice aux glissements de terrain ». Avenay-Val-d'Or est affectée par le phénomène de retrait-gonflement des argiles (risque moyen). Par ailleurs, quatre cavités souterraines ont été recensées sur son territoire.
Bien que la commune ne soit pas considérée comme concernée par le risque inondations, des ruissellements de « coteaux » en provenance des versants de la montagne de Reims peuvent parfois inonder des secteurs urbanisés en aval, notamment dans le centre d'Avenay. La commune a fait l'objet de plusieurs arrêtés reconnaissant l'état de catastrophe naturelle : pour des inondations et coulées de boue parfois accompagnées de mouvements de terrain (en 1983, 1999, 2009 et 2016) et pour des inondations par remontées de nappe phréatique (en 1988). Pour limiter ce risque, une association syndicale autorisée a été créée en 2018 pour réunir les propriétaires des vignes alentour afin de procéder aux travaux hydrauliques nécessaires.
Le risque sismique est très faible sur son territoire. De même, le potentiel radon de la commune est faible.
Avenay-Val-d'Or ne compte pas d'installations industrielles présentant un risque particulier. Elle est toutefois concernée par le transport de marchandises dangereuses en raison de la présence sur le territoire communal du chemin de fer et d'un gazoduc,.

## Toponymie
Au IXe siècle, le village est connu sous les noms latins de « Avenniacus » ou « Avennacus ». Le toponyme Avenai ressort dès 1171. Le « y » apparaît plus tard dans Avenayo (1231) ou Advenay (1400). À la Révolution française, la commune créée porte officiellement le nom d'Avenay.
Pour que la commune marnaise d'Avenay ne soit plus confondue avec Avenay dans le Calvados, le conseil municipal avenaysien vote le 23 décembre 1949 pour devenir Avenay-Val-d'Or,  La commune fait partie de la paroisse « Saint Vincent du Val d'Or ».
Le changement de nom est acté par un décret du 28 mai 1951, pour une entrée en vigueur le 31 mai suivant.

## Histoire
Un camp romain entouré de fossés, appelé le camp de César, se trouvait sur le Mont Aigu. Plusieurs médailles, représentant Marc Aurèle et Commode y furent découvertes au XVIIIe siècle.
Vers 660, saint Gombert et sainte Berthe fondèrent l'abbaye Saint-Pierre d'Avenay, détruite à la Révolution française. Un habitat mérovingien, comprenant plusieurs cabanes et un four, y est attesté par des fouilles de 2009.
Au XIXe siècle, les foires s'y tenaient le 1er mai, le jour de l'Ascension ainsi que le 25 novembre.
La commune fut décorée de la Croix de guerre 1914-1918 le 30 mai 1921.

## Politique et administration

### Rattachements administratifs et électoraux
Du point de vue administratif, la commune est rattachée à l'arrondissement d'Épernay, dans le département de la Marne en région Grand Est. Jusqu'en 2006, elle appartenait à l'arrondissement de Reims.
Sur le plan électoral, Avenay-Val-d'Or fait partie du canton d'Épernay-1 (pour les élections départementales) et de la troisième circonscription de la Marne (pour les élections législatives). Avant le redécoupage cantonal de 2014, elle faisait partie du canton d'Ay.

### Intercommunalité
Avenay-Val-d'Or fait partie de la communauté de communes de la Grande Vallée de la Marne.
Au 1er janvier 2021, la commune appartient également aux intercommunalités suivantes (syndicats mixtes) : le SM de la Marne Moyenne (pour la compétence GEMAPI), le SM intercommunal d'énergies de la Marne (SIEM) et le SM de réalisation et de gestion du parc naturel régional de la Montagne de Reims.

### Tendances politiques et résultats
L'électorat d'Avenay-Val-d'Or tend globalement vers la droite, avec de bons scores de l'extrême droite. En 2017 notamment, Marine Le Pen arrive en tête du premier tour de l'élection présidentielle avec 34,71 % des voix, puis remporte le second tour face à Emmanuel Macron (54,90 % contre 45,10 %). Au niveau local, la gauche — représentée par le maire socialiste d'Ay — remporte les élections cantonales de 2001 et 2008, mais termine en troisième position derrière la droite et l'extrême droite en 2015.

### Administration municipale

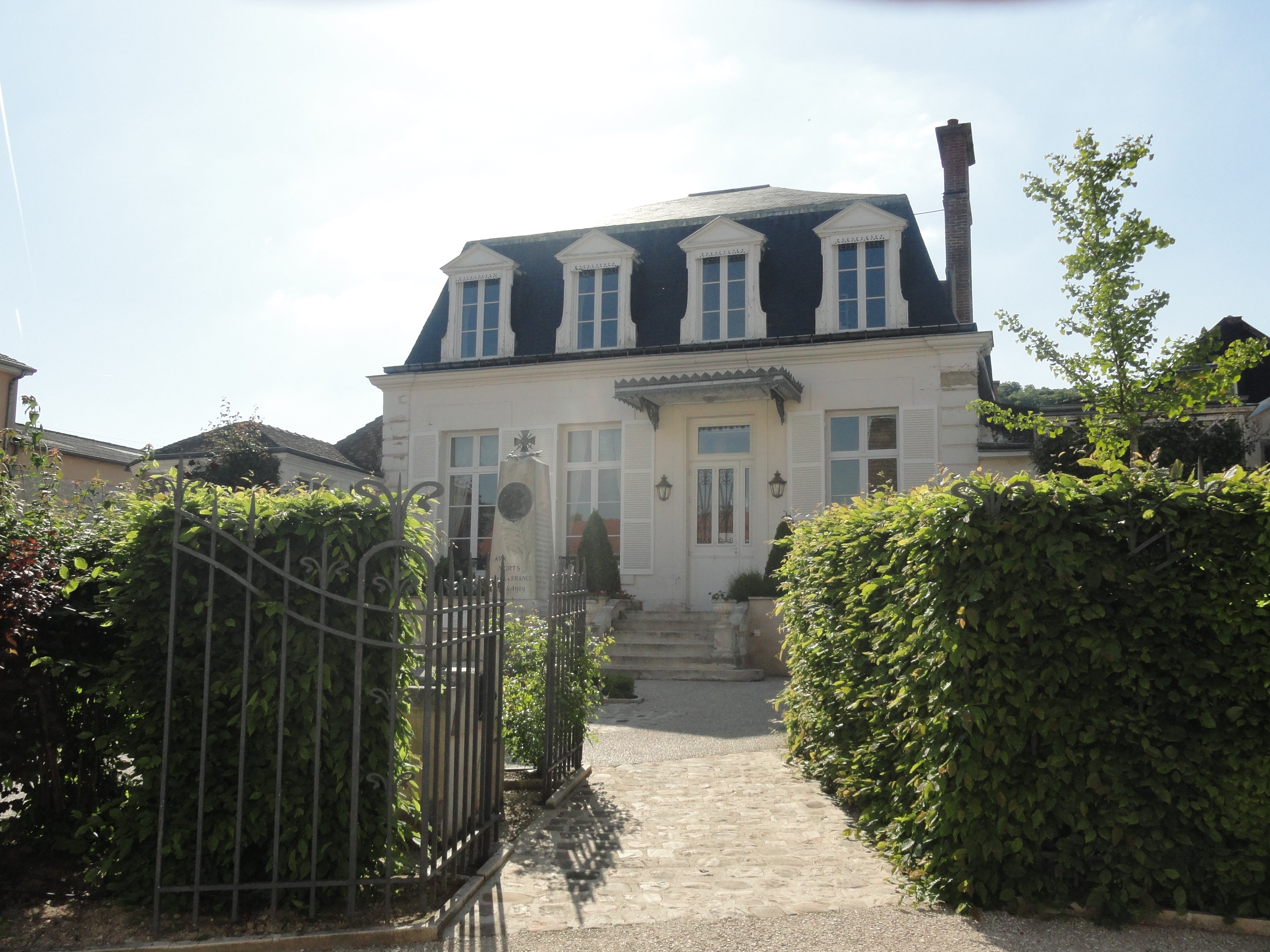
La mairie.

| Période                                  | Période                      | Identité          | Étiquette | Qualité                                     |
| ---------------------------------------- | ---------------------------- | ----------------- | --------- | ------------------------------------------- |
| Les données manquantes sont à compléter. |                              |                   |           |                                             |
| avant 1877                               | après 1879                   | Corbet            |           |                                             |
| 1995                                     | 2001                         | Danièle Gabriel   |           |                                             |
| 2001                                     | En cours (au 9 juillet 2020) | Philippe Maussire |           | Instituteur Réélu pour le mandat 2020-2026, |

### Jumelage
Au 1er janvier 2021, Avenay-Val-d'Or n'est jumelée avec aucune commune.

## Équipements et services publics

### Eau et assainissement
L'approvisionnement en eau potable et l'assainissement des eaux usées sont des compétences de la communauté de communes de la Grande Vallée de la Marne (CCGVM).
En 2019, les deux installations de production d'eau potable en état de fonctionnement de l'intercommunalité sont le captage de Bisseuil et le forage de Tauxières-Mutry. Avenay-Val-d'Or compte également une installation, le captage de Marmant d'une capacité de 900 m3 par jour. Le captage est cependant à l'arrêt depuis 2011 en raison d'une pollution aux hydrocarbures ; une remise en fonctionnement est prévue à partir de 2021. Concernant le stockage de l'eau potable, Avenay-Val-d'Or accueille un réservoir de 400 m3.
L'assainissement des eaux usées de la commune est assuré, de manière collective, par une station d'épuration à boue activée d'une capacité de 1 400 équivalents-habitants.

### Gestion des déchets
La CCGVM est également compétente en matière de déchets. Elle organise le ramassage des déchets, en distinguant les ordures ménagères, les biodéchets, les déchets recyclables, le verre et les ordures ménagères des habitats collectifs. Les déchets (hors verre) sont ensuite valorisés par le syndicat de valorisation des ordures ménagères de la Marne (SYVALOM).
La CCGVM met à disposition de ses habitants quatre déchetteries à Aÿ, Dizy, Mareuil-sur-Ay et Tours-sur-Marne.

### Enseignement

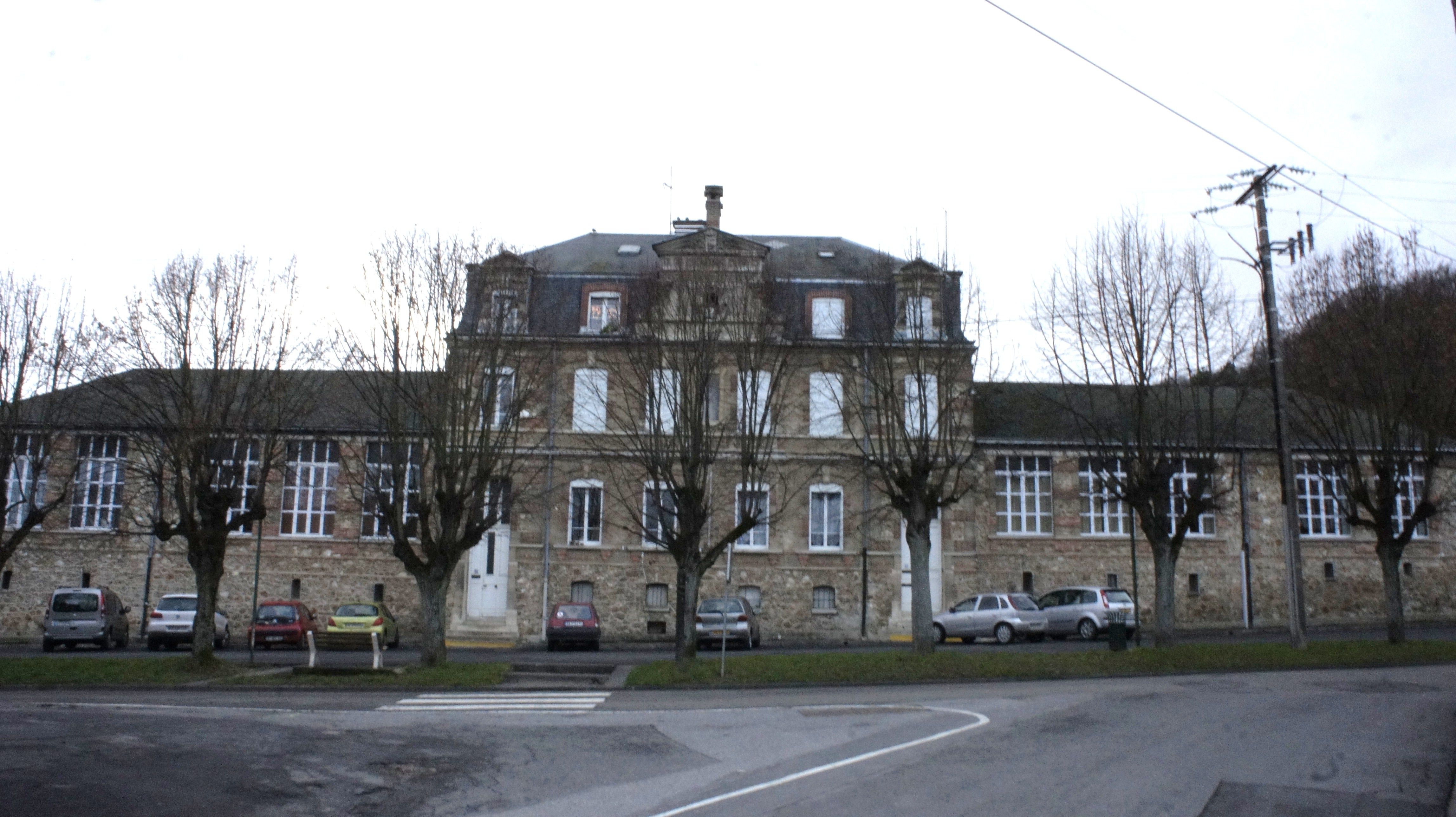
L'école primaire d'Avenay-Val-d'Or.

Avenay-Val-d'Or fait partie de l'académie de Reims. La commune accueille une école primaire publique, située boulevard Jules Ferry.
Le service de transport scolaire est assuré par la communauté de communes de la Grande Vallée de la Marne. Il relie la commune au collège Yvette-Lundy d'Aÿ-Champagne et au lycée Stéphane-Hessel d'Épernay.

### Équipements culturels et sportifs
Avenay-Val-d'Or est traversée par le sentier de grande randonnée 14, qui arrive de Mutigny par l'ouest, passe par l'église et le lavoir avant de partir en direction de Fontaine-sur-Ay au nord. En outre, deux circuits de randonnée ont été aménagés : le « circuit au Pays de la Livre » et le « circuit du Mont Aigu ».
La commune dispose d'une salle des fêtes municipale.

### Santé
Avenay-Val-d'Or n'accueille aucun médecin généraliste, les médecins les plus proches se trouvant à Aÿ-Champagne.
On y trouve une maison de retraite et EHPAD, la résidence « Les Jardins Médicis ». Établissement de santé à but lucratif, la résidence compte 67 places d'hébergement permanent et deux places d'hébergement temporaire. Elle comprend une unité Alzheimer. Elle se trouve au centre d'un parc, dans un bâtiment du début du XXe siècle.

### Poste et télécommunications
Un bureau de poste est situé rue du Lt. de Vaisseaux Paris à Avenay-Val-d'Or, à côté de la mairie. Il est ouvert le matin, entre 10 et 12 heures.

### Justice et sécurité
Du point de vue judiciaire, Avenay-Val-d'Or relève du conseil de prud'hommes, du tribunal de commerce, du tribunal judiciaire, du tribunal paritaire des baux ruraux et du tribunal pour enfants de Reims, dans le ressort de la cour d'appel de Reims. Pour le contentieux administratif, la commune dépend du tribunal administratif de Châlons-en-Champagne et de la cour administrative d'appel de Nancy.
Avenay-Val-d'Or est située en secteur Gendarmerie nationale et dépend de la brigade d'Aÿ-Champagne.
En matière d'incendie et de secours, les casernes les plus proches sont le centre de secours de Tours-sur-Marne et le centre de secours principal d'Épernay. Elles sont gérées par le Service départemental d'incendie et de secours (SDIS) de la Marne. La commune bénéficie également du centre de première intervention intercommunal de la Grande Vallée de la Marne, situé à Aÿ et composé d'une vingtaine de sapeurs-pompiers volontaires.

## Population et société

### Démographie
Les habitants d'Avenay-Val-d'Or sont les Avenaysiens et les Avenaysiennes.

#### Évolution de la population
Depuis la Révolution française, la population d'Avenay puis Avenay-Val-d’Or est relativement stable, autour de 1 000 habitants. Elle connaît cependant deux creux, autour de 900 habitants : des années 1930 à 1950, puis dans les années 2000.
L'évolution du nombre d'habitants est connue à travers les recensements de la population effectués dans la commune depuis 1793. Pour les communes de moins de 10 000 habitants, une enquête de recensement portant sur toute la population est réalisée tous les cinq ans, les populations de référence des années intermédiaires étant quant à elles estimées par interpolation ou extrapolation. Pour la commune, le premier recensement exhaustif entrant dans le cadre du nouveau dispositif a été réalisé en 2006.

En 2022, la commune comptait 961 habitants, en évolution de −5,69 % par rapport à 2016 (Marne : −1,19 %, France hors Mayotte : +2,11 %).
| 1793  | 1800  | 1806  | 1821  | 1831  | 1836  | 1841  | 1846  | 1851  |
| ----- | ----- | ----- | ----- | ----- | ----- | ----- | ----- | ----- |
| 1 100 | 1 101 | 1 116 | 1 082 | 1 104 | 1 053 | 1 054 | 1 044 | 1 222 |

| 1856  | 1861  | 1866 | 1872  | 1876  | 1881  | 1886  | 1891  | 1896  |
| ----- | ----- | ---- | ----- | ----- | ----- | ----- | ----- | ----- |
| 1 011 | 1 027 | 973  | 1 006 | 1 036 | 1 075 | 1 168 | 1 097 | 1 129 |

| 1901  | 1906  | 1911  | 1921  | 1926 | 1931 | 1936 | 1946 | 1954 |
| ----- | ----- | ----- | ----- | ---- | ---- | ---- | ---- | ---- |
| 1 118 | 1 113 | 1 085 | 1 108 | 991  | 965  | 901  | 929  | 907  |

| 1962 | 1968  | 1975  | 1982 | 1990 | 1999  | 2006 | 2011 | 2016  |
| ---- | ----- | ----- | ---- | ---- | ----- | ---- | ---- | ----- |
| 970  | 1 009 | 1 040 | 953  | 991  | 1 026 | 886  | 901  | 1 019 |

| 2021 | 2022 | - | - | - | - | - | - | - |
| ---- | ---- | - | - | - | - | - | - | - |
| 984  | 961  | - | - | - | - | - | - | - |

#### Pyramide des âges
La population de la commune est relativement jeune.
En 2018, le taux de personnes d'un âge inférieur à 30 ans s'élève à 35,3 %, soit en dessous de la moyenne départementale (36,9 %). À l'inverse, le taux de personnes d'âge supérieur à 60 ans est de 26,2 % la même année, alors qu'il est de 25,3 % au niveau départemental.
En 2018, la commune comptait 477 hommes pour 553 femmes, soit un taux de 53,69 % de femmes, largement supérieur au taux départemental (51,6 %).
Les pyramides des âges de la commune et du département s'établissent comme suit.
| Hommes | Classe d’âge | Femmes |
| ------ | ------------ | ------ |
| 0,8    | 90 ou +      | 5,2    |
| 8,3    | 75-89 ans    | 11,8   |
| 14,0   | 60-74 ans    | 11,8   |
| 20,1   | 45-59 ans    | 19,1   |
| 20,0   | 30-44 ans    | 17,9   |
| 17,1   | 15-29 ans    | 13,6   |
| 19,6   | 0-14 ans     | 20,5   |

| Hommes | Classe d’âge | Femmes |
| ------ | ------------ | ------ |
| 0,6    | 90 ou +      | 1,8    |
| 6,5    | 75-89 ans    | 9,2    |
| 16,5   | 60-74 ans    | 17,8   |
| 19,7   | 45-59 ans    | 19,1   |
| 18,6   | 30-44 ans    | 17,5   |
| 19,9   | 15-29 ans    | 18,2   |
| 18,2   | 0-14 ans     | 16,6   |

### Manifestations culturelles et festivités
La fête de la Saint-Vincent a lieu en principe le 22 janvier avec une célébration à l'église et procession.
La fête foraine est organisée au début du mois d'août, sur le boulevard Jules Ferry.
Avenay-Val-d'Or participe aux événements culturels intercommunaux et accueille notamment des concerts dans le cadre du festival « Musiques en Champagne ».

### Vie associative
La commune compte une vingtaine d'associations, majoritairement sportives et culturelles.

### Cultes
Les deux sites religieux d'Avenay-Val-d'Or, son église et la chapelle de la maison de retraite, sont de confession catholique. La commune fait partie de la paroisse « Saint Vincent du Val d'Or », dépendant du diocèse de Reims, avec les villages voisins d'Ay, Fontaine-sur-Ay, Mareuil-sur-Ay et Mutigny. Son siège est à Ay

## Économie

### Revenus de la population et fiscalité
En 2018 (données Insee publiées en janvier 2021), la commune compte 397 ménages fiscaux, regroupant 941 personnes. Le revenu fiscal médian déclaré par unité de consommation est alors de 24 560 €, légèrement inférieur à celui de la communauté de communes de la Grande Vallée de la Marne (25 010 €) mais supérieur à celui du département de la Marne (21 650 €).

### Emploi

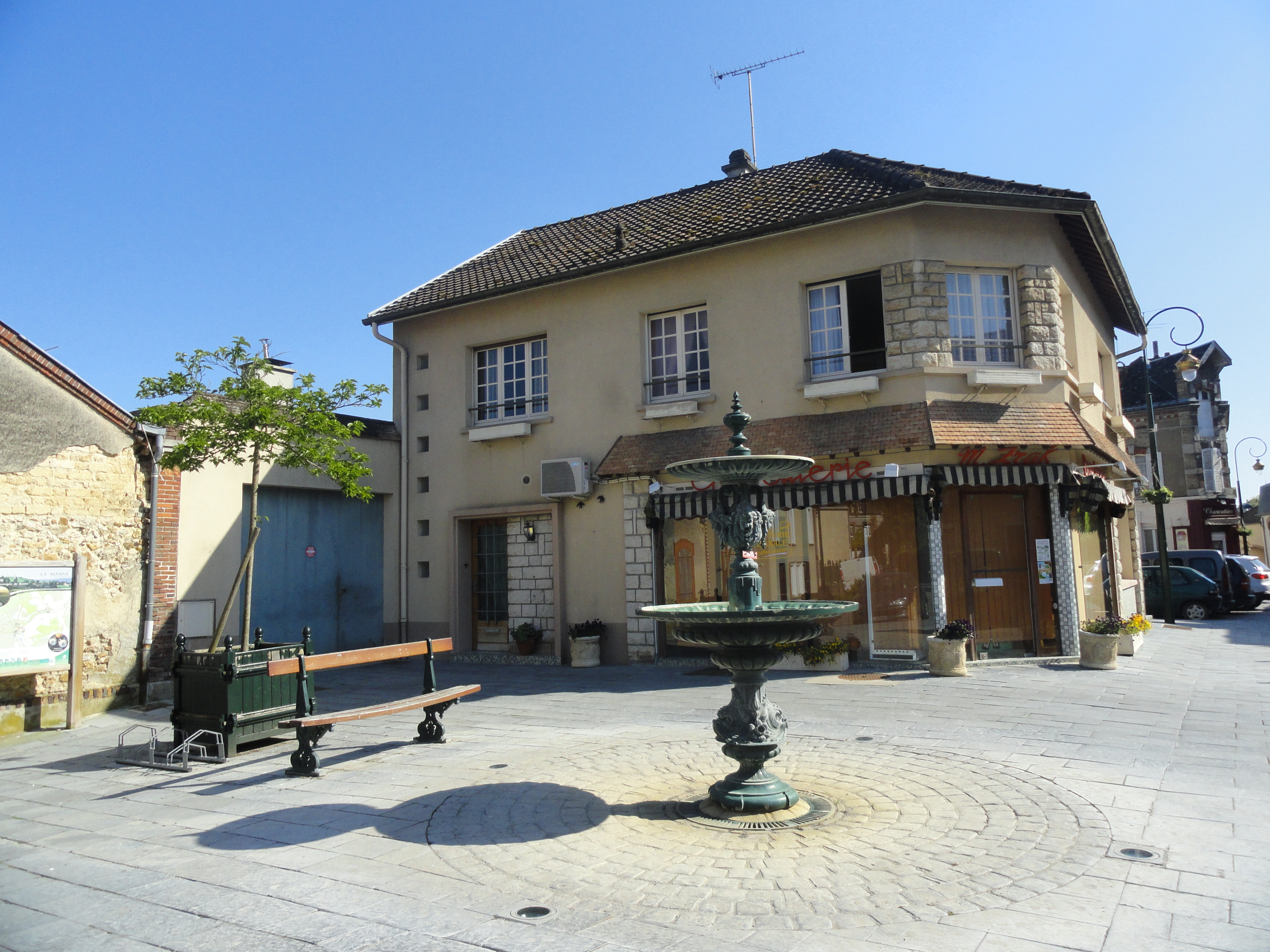
La place Carnot.

Avenay-Val-d'Or appartient au bassin d'emploi d'Épernay.
En 2017, 606 habitants d'Avenay ont entre 15 et 64 ans. Parmi ceux-ci, le taux d'activité est de 80,4 % (contre 78,7 % dans la communauté de communes et 73,2 % dans la Marne). Le taux de chômage pour cette tranche d'âge est alors relativement faible à 5,6 % (contre 7,4 % à l'échelle intercommunale et 13,7 % à l'échelle départementale).
Avenay-Val-d'Or compte 387 emplois en 2017, en forte hausse par rapport aux 234 emplois recensés en 2007. Le nombre d'actifs ayant un emploi et résidant à Avenay étant de 470, l'indicateur de concentration d'emploi est de 82,5 %, ce qui signifie que la commune offre environ un peu plus de quatre emplois pour cinq habitants actifs. Cependant, seuls 139 avenaysiens travaillent dans la commune (soit 29,6 % des actifs ayant un emploi).
Parmi les 387 emplois dénombrés à Avenay-Val-d'Or en 2017, 224 sont salariés (57,8 %) et 163 sont non salariés (42,2 %). Ces chiffres sont à comparer avec l'ensemble des actifs résidant à Avenay, qui sont salariés à 82,4 %.

### Entreprises, commerces et secteurs d'activité
Au 31 décembre 2018, l'Insee recense 46 établissements (hors agriculture) à Avenay-Val-d'Or. Le village accueille plusieurs commerces (boulangerie, charcuterie, maraîcher, poissonnerie, bar-tabac, etc.), notamment autour de la place Carnot.
En 2013, le parc d'activités du Mont Aigu est ouvert sur 12 ha.
L'activité économique locale est essentiellement viticole, tournée vers le champagne. Avenay se situe dans le vignoble de la Vallée de la Marne et 236,6 hectares de la commune sont consacrés à la viticulture. Le vignoble avenaysien est principalement planté de pinot noir, même si on y trouve également du pinot meunier et du chardonnay.

## Culture locale et patrimoine

### Lieux et monuments

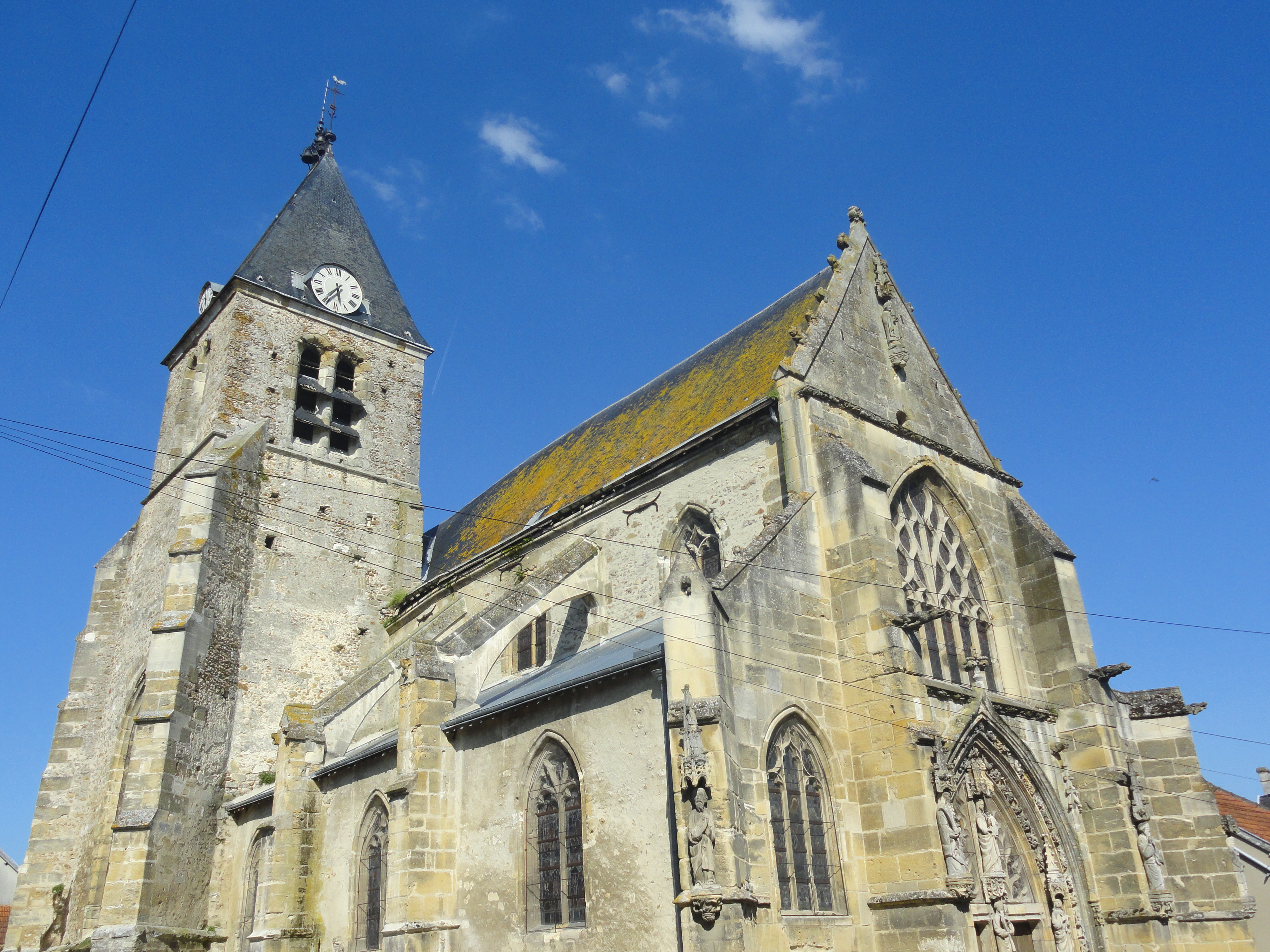
L'église Saint-Trésain.

Avenay-Val-d’Or bénéficie du label « village fleuri » avec deux fleurs attribuées par le Conseil national des villes et villages fleuris de France au concours des villes et villages fleuris depuis 2004 et promue d’une troisième fleur depuis 2007.
- Église Saint-Trésain,
- Gare d'Avenay, sur la ligne Epernay/Reims ;
- Le château du Breuil et son domaine, qui est une propriété privée.
- Ancienne abbaye fondée par Berthe, épouse de Gombert (VIIe siècle).
- L'hôpital, dit Maison-Dieu d'Avenay, désignée dans les actes du Moyen Âge sous le titre de Sainte-Marie-Madeleine, situé hors les limites de l'abbaye,rue de Mareuil où il est toujours resté. Cet hospice, pour les pauvres malades, pèlerins ou indigents, avait été de tout temps soutenu par le monastère, et qu'à défaut d'un recteur ou administrateur régulièrement pourvu du bénéfice, une des religieuses était créée hospitalière et avait les charges et produits de l'emploi[103].

### Héraldique
| Blason de Avenay-Val-d'Or | Blason  | De gueules à la bande d'or chargée d'une traînée de poudre ondée de sable, côtoyée de cinq barillets du même, deux en chef et trois en pointe, au chef cousu d'azur chargé d'une corne d'abondance vide contournée d'argent. |
| Blason de Avenay-Val-d'Or | Détails | La partie basse du blason fait référence à la famille Brûlart de Sillery. Le blason semble utilisé par la commune. |

### Personnalités liées à la commune
- Paulin Paris (1800-1881) père de Gaston Paris, historien de la littérature, est né à Avenay.
- Louis Paris (1802-1887) frère de Paulin Paris, bibliothécaire, né et mort à Avenay.
- Henri Paris (1821-1902) avocat, maire de Reims, mort à Avenay.
- Gaston Paris (1839-1903) philologue et médiéviste, académicien, est né à Avenay.